# Villanueva de Cameros
Villanueva de Cameros es un municipio de la comunidad autónoma de La Rioja(España), que pertenece a la comarca del Camero Nuevo. A escasos 2 kilómetros se encuentra el núcleo de población de Aldeanueva de Cameros, hoy casi deshabitado en los meses de invierno.

## Símbolos
El blasón que define la representación heráldica del escudo del municipio, aprobado el 9 de septiembre de 1997, es el siguiente:

«Escudo de gules partido de plata. Sobre el todo puente de un ojo del uno en el otro (es decir de plata en la primera división y de gules en la segunda). Bordura de azur cargada de trece estrellas de plata. Timbrado con la corona real española.»
Boletín Oficial de La Rioja nº 112 de 18 de septiembre de 1997

## Geografía
Está integrado en la comarca de Tierra de Cameros, concretamente en la subcomarca de Camero Nuevo, situándose a 41 kilómetros de la capital riojana por la carretera N-111, que atraviesa el municipio entre los pK 287 y 291. 
El relieve del territorio es montañoso, si bien el río Iregua forma un valle en el que se asienta el núcleo urbano. El río recibe el aporte de algunos arroyos que descienden de las altas cumbres que limitan el valle. La altura del municipio oscila entre los 1531 metros (cerro Cebosa) y los 870 metros en la ribera del río. El pueblo se encuentra a 914 metros sobre el nivel del mar en una soleada ladera en la margen izquierda del río Iregua en la confluencia con su afluente el arroyo de los Albercos, que surge del cercano embalse de González Lacasa. 
| Noroeste: Ortigosa de Cameros y Pradillo | Norte: Pradillo                                   | Noreste: Gallinero de Cameros                     |
| Oeste: Ortigosa de Cameros               |                                                   | Este: Gallinero de Cameros y Lumbreras de Cameros |
| Suroeste: Villoslada de Cameros          | Sur: Villoslada de Cameros y Lumbreras de Cameros | Sureste: Lumbreras de Cameros                     |

## Historia
La primera mención aparece en la escritura del voto de Fernán González, denominándolo "Villanova".
En 1366 fue incluida entre las localidades del Señorío de Cameros, que sería cedido por Enrique II de Trastámara a Juan Ramírez de Arellano por su apoyo en la lucha contra Pedro I el Cruel. Posteriormente, fue propiedad de los señores de Cameros, condes de Aguilar y duques de Abrantes.
Tras la desaparición de los señoríos, en 1811, se convirtió en villa exenta de la provincia de Soria, hasta la creación de la provincia de Logroño el 30 de noviembre de 1833. En 1821 nació en la localidad el pintor y dibujante Carlos Múgica y Pérez. La localidad aparece descrita en el noveno volumen del Diccionario geográfico-estadístico de España y Portugal de Sebastián de Miñano de la siguiente manera:

VILLANUEVA DE CAMEROS, V. S. de Esp., prov. de Soria, obisp. de Calahorra, exenta. A. O., 120 vec., 705 hab., 1 parr.; situada entre montes de roble y encina, á orilla del río Iregua. Produce algun trigo, cebada, cent. y alguna otra semilla. Ind.: fabr. caseras de paños comunes, gan. lanares trashumantes. Dista 9 leg. de la cap. Contr. 5,365 rs. 16 mrs.
(Miñano y Bedoya, 1828, p. 411)

El 15 de febrero de 1811, durante la guerra de la independencia, se produce en Villanueva de Cameros la jura y acatamiento de las cortes de Cádiz por parte de la Junta de Defensa de La Rioja y Álava, a la que el municipio pertenecía, que tuvo lugar en la ermita de los Nogales. Un fragmento del acta de jura dice así:

Don Francisco Sánchez de Arguinigo, Presbítero y Beneficiado de la Villa y Tierra de Cornago; y en representación de su Partido, Vocal de la Junta superior de las provincias de Rioja y Álava, y su Secretario, etc. Certifico, que en virtud de la Real Orden y decrtos de S.M. las presentes Cortes generales extraordinarias del reino, comunicados a esta Junta superior por el Exmo. Sr. Don Nicolás María de Sierra, Secretario de Estado y del despacho universal de Guerra y Justicia, y precedido el acuerdo de la misma a fin de que se hiciese el más formal y solemne juramento y reconocimiento de las citadas Cortes generales, se procedió a ello en la mañana de este día en la ermita de Nuestra Señora de los Nogales, jurisdicción de Villanueva de Cameros......
(Acta de jura de las cortes de Cádiz en Villanueva de Cameros,  1811)

## Geografía humana

### Demografía
A finales del siglo XVI la Tierra de Villanueva contaba con 7 núcleos de población habitados, la propia Villanueva, Aldeanueva, La Marta o La Murca, El Hoyo, Ollano o Lo Llano, El Zavalle o El Carialle y Urreci o Urrea, tal y como figura en el censo de la Corona de Castilla de 1591.
Estas pequeñas aldeas, siguiendo una tendencia generalizada en todo el siglo XVI y XVII, fueron desapareciendo durante ambos siglos en favor de una mayor concentración de población en el núcleo principal, siendo Urreci la primera, a la que le siguieron El Zavalle, Ollano y La Marta. Si que es cierto que el caso de Urreci es diferente, puesto que dio lugar a la fundación de Aldeanueva.
En el siglo XIX, ya sólo quedaban Villanueva y dos aldeas, Aldeanueva y El Hoyo. La población en el primer tercio del siglo XIX, tras el fin de la Mesta y la crisis de la industria textil camerana de finales del siglo XVIII rondaba los 700 habitantes, tal y como señala el Diccionario geográfico-estadístico de España y Portugal de 1828 de Sebastián de Miñano. Esta población, tras el cierre de los batanes y fábricas de paños, está en declive demográfico, con una fuerte emigración a Ámerica, llegando a finales del siglo XIX con 413 habitantes en 1897.
En 1923 se deshabita la aldea de El Hoyo. Y finalmente la emigración generalizada que se produce en los años 50, 60 y 70 del siglo XX, afecta fuertemente a los Cameros, incluida Villanueva, pasando de los 448 habitantes en 1940 a los 135 de 1980.
Actualmente cuenta con una población de 71 habitantes (INE 2024).
| Gráfica de evolución demográfica de Villanueva de Cameros entre 1828 y 2021 |
| |
| Población de derecho según los censos de población del INE Población de hecho según los censos de población del INEEntre el censo de 1877 y el anterior, crece el término del municipio porque incorpora a 26500 (Aldeanueva de Cameros) Entre el censo de 1857 y el anterior, disminuye el término del municipio porque independiza a 26500 (Aldeanueva de Cameros) |

A partir del censo de 1930 disminuye la población al despoblarse en 1923 la aldea de El Hoyo. Esta pequeña aldea situada meridional al núcleo de Villanueva, se despobló por los malos accesos a los servicios básicos.

### Población por núcleos
| Núcleos               | Habitantes (2001) | Habitantes (2010) | Observaciones                                                                                               |
| --------------------- | ----------------- | ----------------- | --- |
| Villanueva de Cameros | 103               | 86                | |
| Aldeanueva de Cameros | 20                | 19                | |
| El Hoyo               | 0                 | 0                 | Despoblado en 1923                                                                                          |
| La Marta              | 0                 | 0                 | Despoblado a principios del siglo XVIII                                                                     |
| Ollano                | 0                 | 0                 | Despoblado a principios del siglo XVIII. Mantiene la que era la iglesia, a donde se sigue yendo en romería. |
| El Zavalle            | 0                 | 0                 | Despoblado a finales del siglo XVII                                                                         |
| Urreci                | 0                 | 0                 | Despoblado a finales del siglo XVI. Su despoblación dio lugar a la fundación de Aldeanueva.                 |

## Administración
| Periodo   | Nombre                                                         | Partido        |
| --------- | -------------------------------------------------------------- | -------------- |
| 1979-1983 | Francisco Sáenz Renta                                          | UCD            |
| 1983-1987 | José Manuel Barrón Ariznavarreta                               | Independientes |
| 1987-1991 | José Manuel Barrón Ariznavarreta                               | AP             |
| 1991-1995 | José Manuel Barrón Ariznavarreta                               | PP             |
| 1995-1999 | José Manuel Barrón Ariznavarreta                               | PP             |
| 1999-2003 | José Manuel Barrón Ariznavarreta                               | PP             |
| 2003-2007 | José Manuel Barrón Ariznavarreta                               | PP             |
| 2007-2011 | José Manuel Barrón Ariznavarreta                               | PP             |
| 2011-2015 | José Manuel Barrón Ariznavarreta                               | PP             |
| 2015-2019 | José Manuel Barrón Ariznavarreta                               | PP             |
| 2019-2023 | José Manuel Barrón Ariznavarreta/ Juan Carlos Gutiérrez Berges | PP             |
| 2023-act. | Juan Carlos Gutiérrez Berges                                   | PP             |

## Arte

### Edificios religiosos
- Iglesia de San Martín: Fue construida entre los siglos XVI y XVII, y está considerada como la Catedral de los Cameros. Destaca el conjunto de su altar mayor, con un retablo realizado con ébano y marfil, y un arcón de plata con incrustaciones de cristal de roca. Sobre el pórtico de acceso al templo se encuentra una talla en madera de San Martín.
- Ermita de la Virgen de los Nogales: Templo barroco del arquitecto Ventura Rodríguez[10] fabricado en ladrillo y sillería, compuesto por una nave de dos tramos y cabecera con bóveda de cañón.
- Ermita de San Miguel.
- Ermita de San Antón: De finales del siglo XIX, hoy en día abandonada para el culto. En su origen fue un "Humilladero" o cruz de término, con un valioso crucero del siglo XVI, que fue cerrado en el siglo XIX para su conversión como ermita.[5]
- Ermita de Lollano: Construida bajo la advocación de Ntra. Sra. de los Remedios, aunque conocida como de Lollano. En ella se celebran dos romerías, una el primer domingo de junio y otra el último domingo de septiembre de cada año. Se ubica en el entorno de la antigua aldea de Ollano.[5]

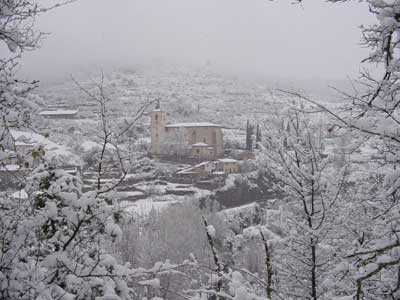
Iglesia de San Martín.
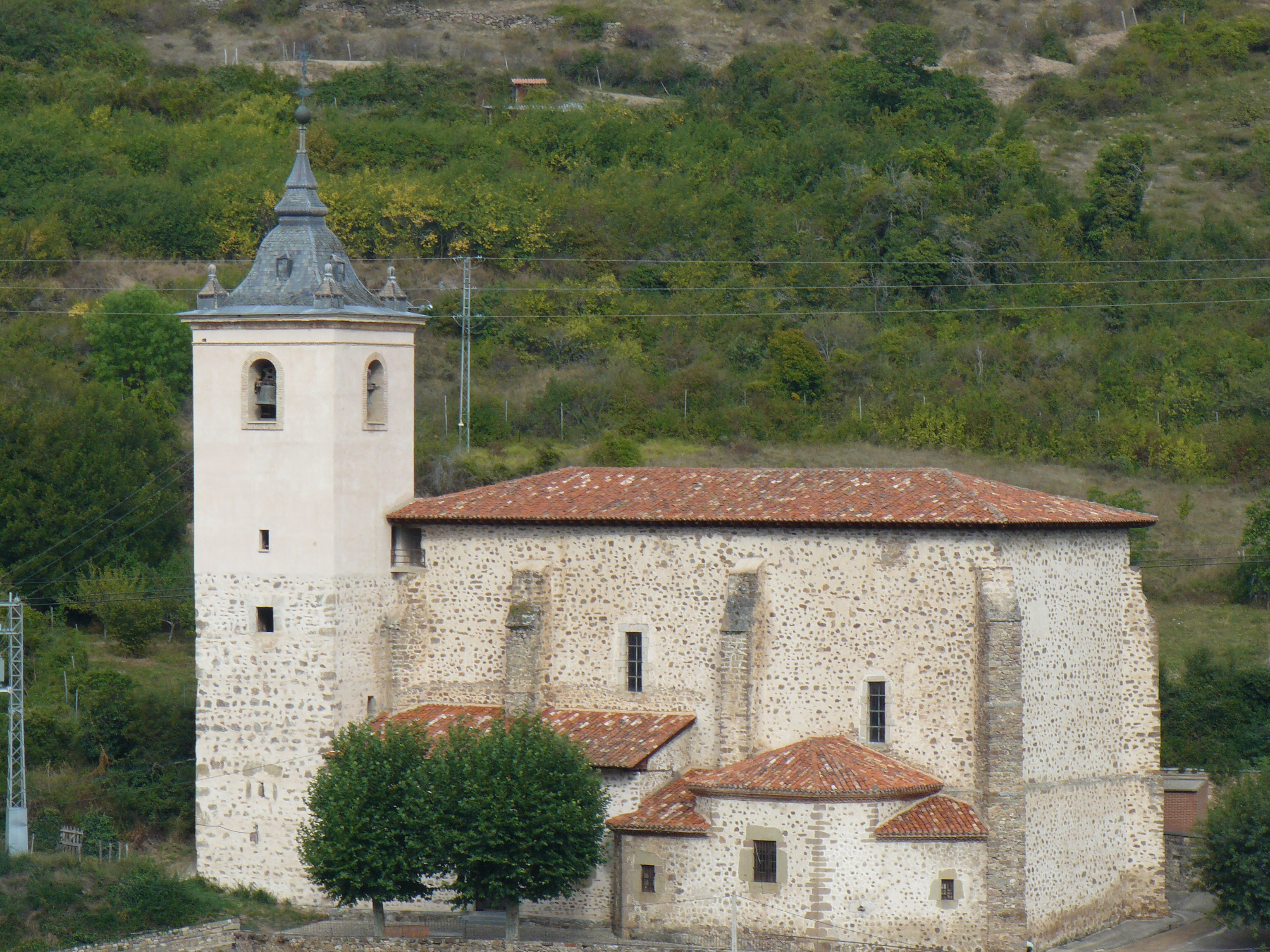
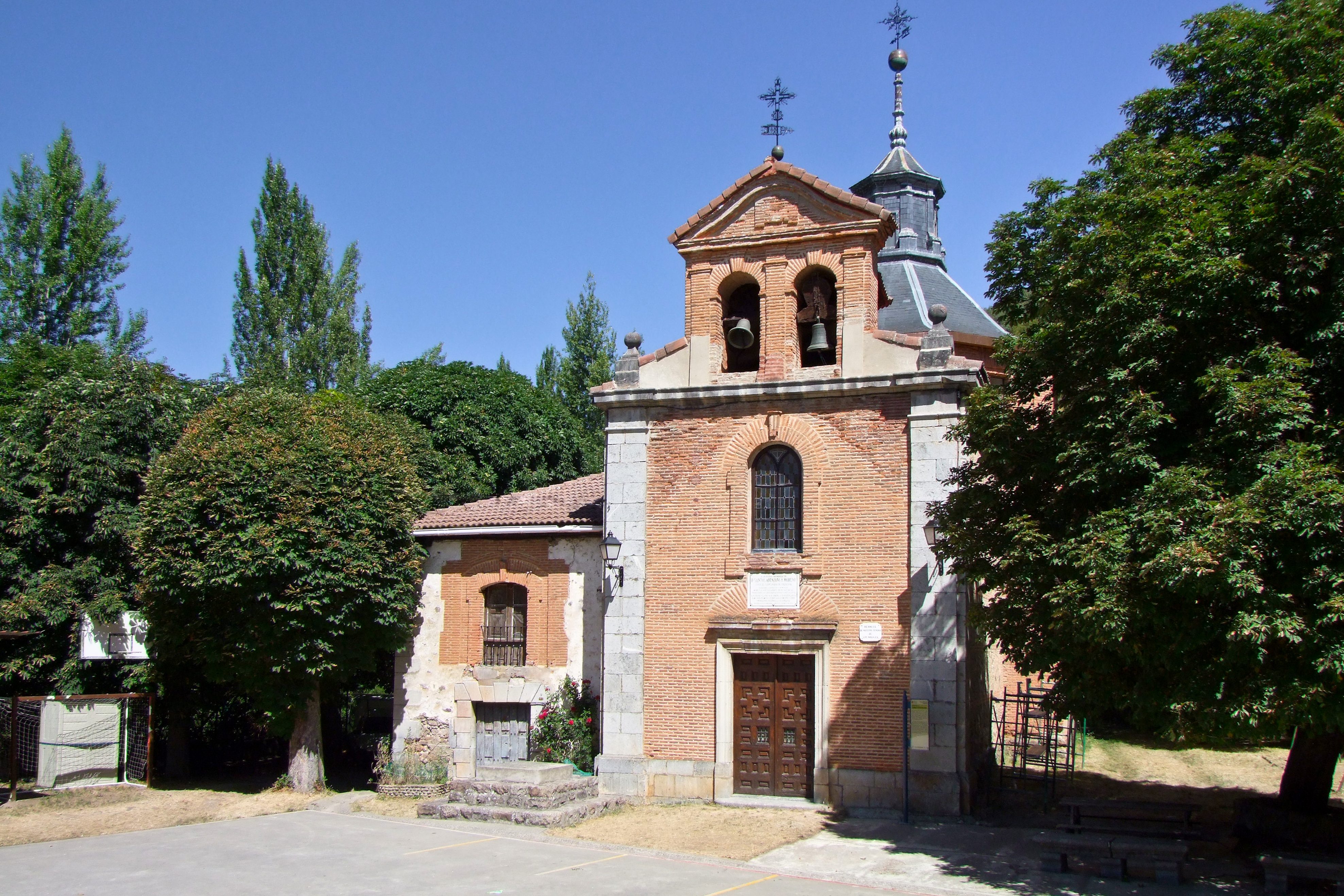
Ermita de los Nogales.
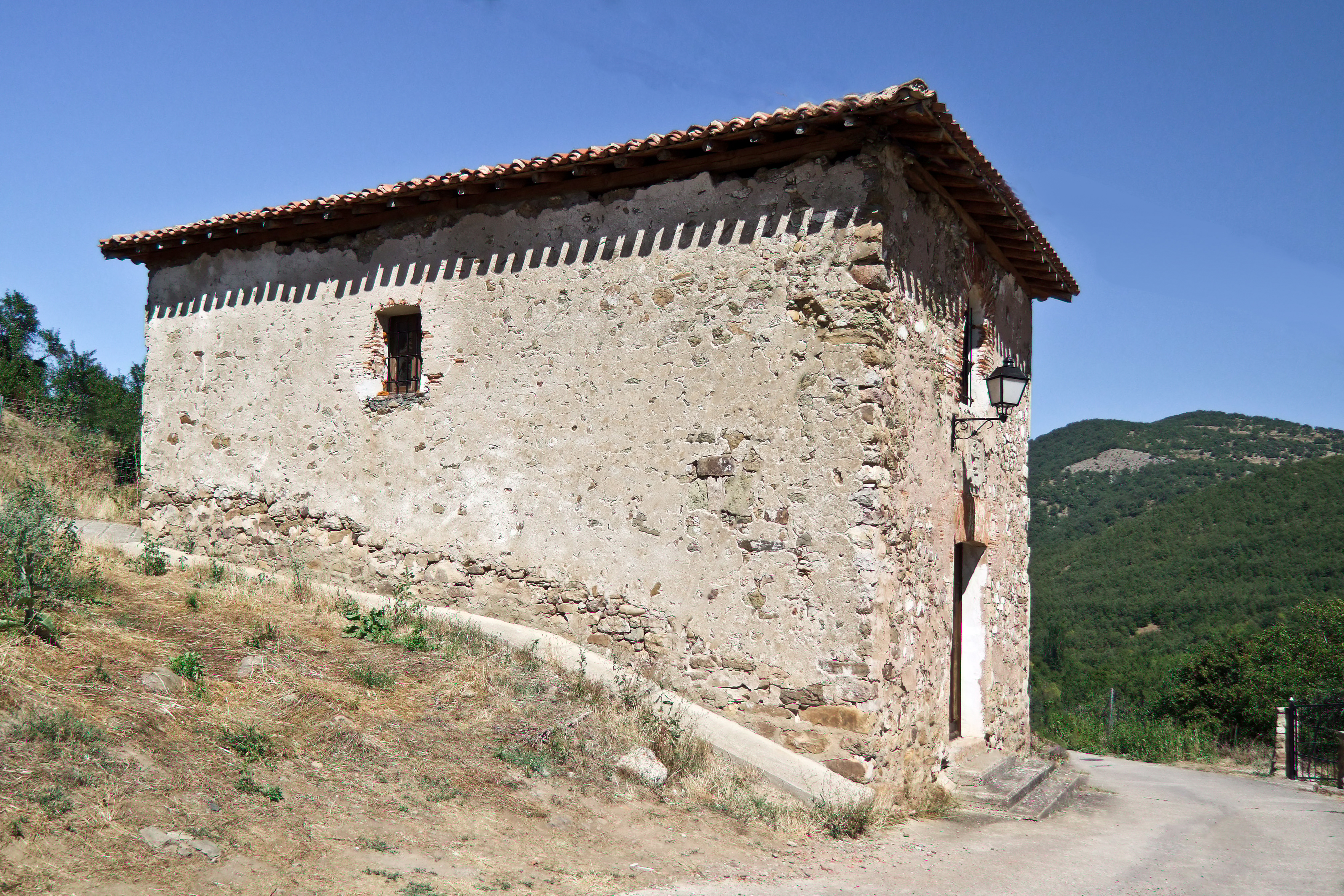
Ermita de San Miguel.
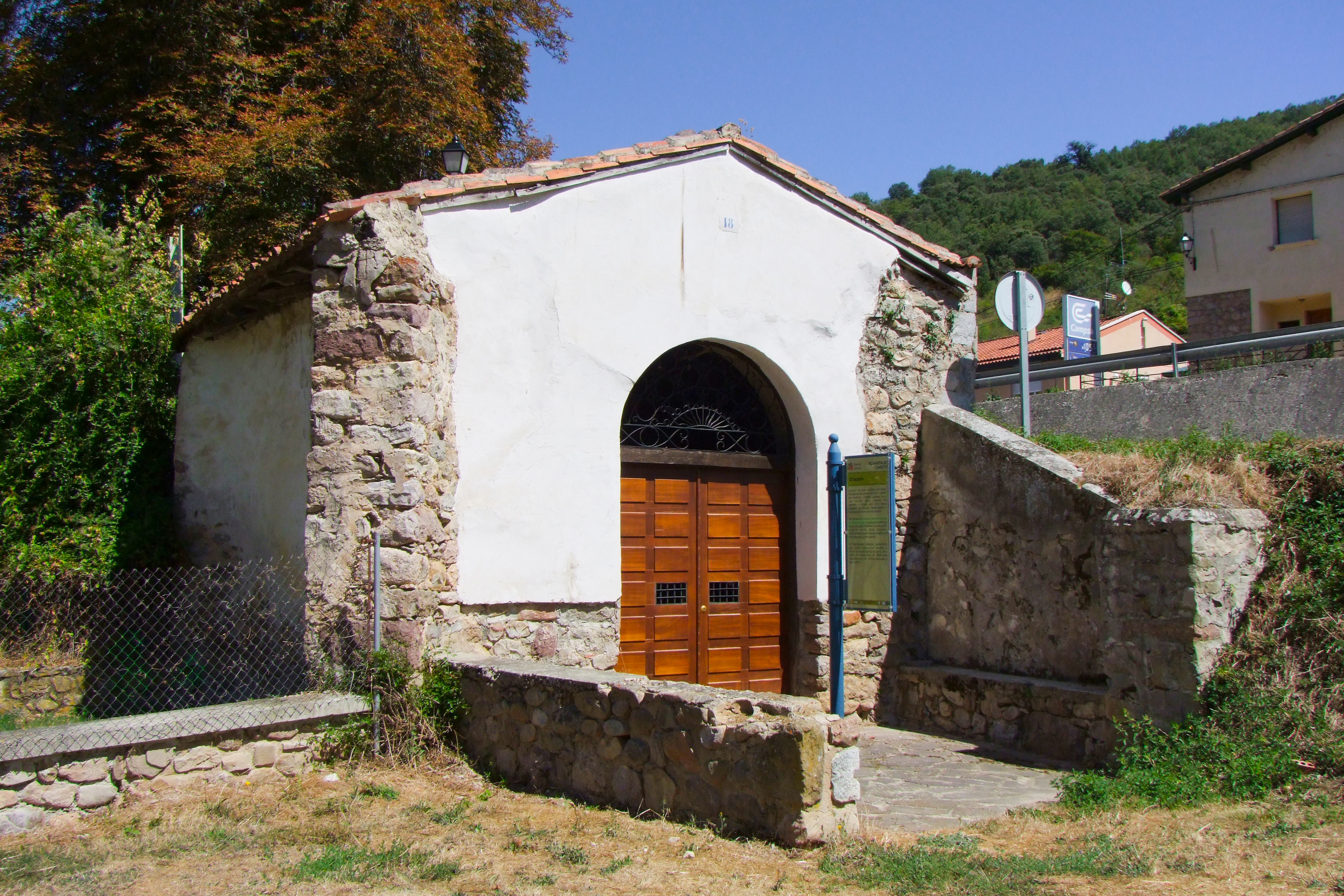
Ermita de San Antón.

### Construcciones civiles
- Puente de piedra. Está situado en el acceso a la localidad por la carretera LR-253. Vadea el río Albercas.
- Antiguas escuelas. Datan del año 1859, y cuentan con un destacado pórtico de sillería.